# Bartolomeo Bono

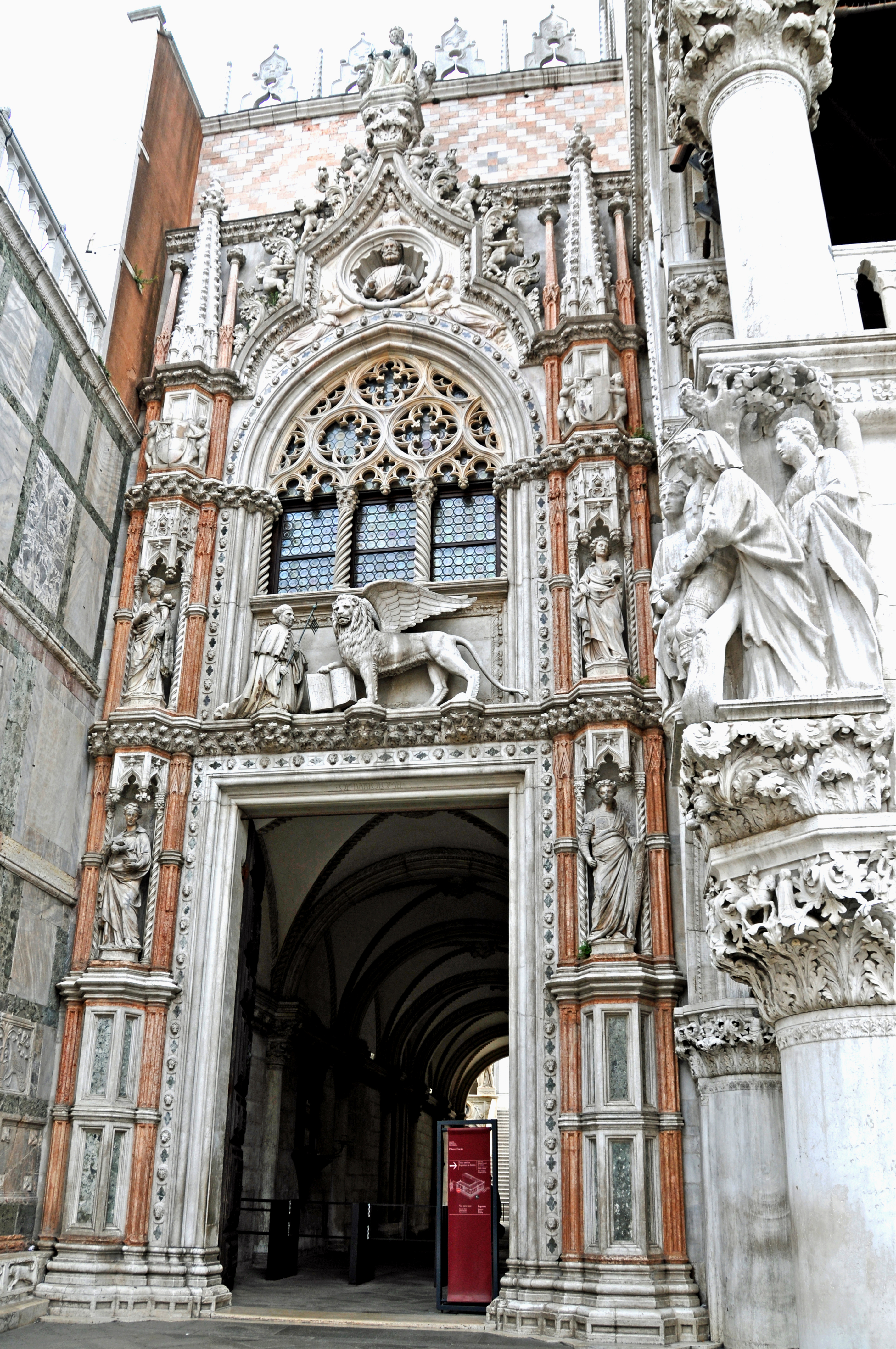
Porta della Carta, Palazzo Ducale (Venezia)

Bartolomeo Bono o Buon, o ancora Bon, detto "il vecchio" per distinguerlo dall'omonimo Bartolomeo Bon il Giovane (Venezia, 1405-1410 circa – tra il 1464 e il 1467) è stato uno scultore e architetto italiano cittadino della Repubblica di Venezia.

## Biografia
Figlio di Giovanni Bono, di cui fu allievo e collaboratore, la sua attività è attestata sin dagli anni 1422-1430 quando, accanto al padre, lavorava all'edificazione della Ca' d'Oro sotto la direzione di Matteo Raverti. Più tardi lo si ritrova impegnato nella costruzione della facciata del Palazzo Ducale verso piazzetta San Marco che comprese anche l'erezione dell'Arco Foscari e della Porta della Carta; quest'ultima reca la firma del solo Bartolomeo essendo Giovanni morto prima del completamento dell'opera.
Iscritto alla Scuola Grande di Santa Maria della Misericordia, per la sua sede aveva realizzato il portale ora smembrato. 
Tra il 1443 e il 1449 completò le absidi e il coro della Scuola Grande della Carità. Nel 1445-1446 eresse la tomba del procuratore Bartolomeo Morosini nella chiesa di San Gregorio, andata perduta. Venne inoltre chiamato a valutare il monumento al Gattamelata del Donatello.

## Opere
La critica passata ha attribuito a Bartolomeo Bono un numero eccessivo di opere, e tuttora risulta difficoltoso stilarne un elenco preciso. Questo per varie motivazioni: anzitutto, è arduo quantificare il suo contributo nei lavori realizzati con il padre o con i suoi numerosi collaboratori di varia formazione e provenienza; inoltre, la presenza a Venezia di diversi artisti omonimi ha creato non poche confusioni, per esempio con Bartolomeo Bergamasco.
Tra le più sicure si annovera la vera da pozzo della Ca' d'Oro, mirabile esempio di gotico veneziano con richiami allo stile pisano (si vedano, in particolare, le teste che sporgono dagli angoli), acquisiti grazie all'attività di maestri toscani a Venezia; questo lavoro ha funto poi da prototipo per altre realizzazioni uscite dalla sua bottega, come la vera del Museo Correr.
Tratti toscaneggianti si notano anche nel paliotto dell'altare dei Mascoli a San Marco (1430), eseguito però assieme al padre.
Completamente sue sono invece la lunetta della Scuola vecchia della Misericordia (parte del portale, smembrato, e oggi conservata al Victoria and Albert Museum di Londra), la statua della Madonna per la loggia di Udine e la targa Dandolo, sempre nella città friulana.
Rodolfo Gallo, identificandolo con un Magistro Bartholomeo gli assegna anche il portale della basilica dei Santi Giovanni e Paolo (1458-1459) e quello della chiesa della Madonna dell'Orto (1460). Sempre Gallo gli attribuisce il San Cristoforo della Madonna dell'Orto, ma quest'opera mostra piuttosto tratti lombardo-ravertiani.

## Galleria d'immagini

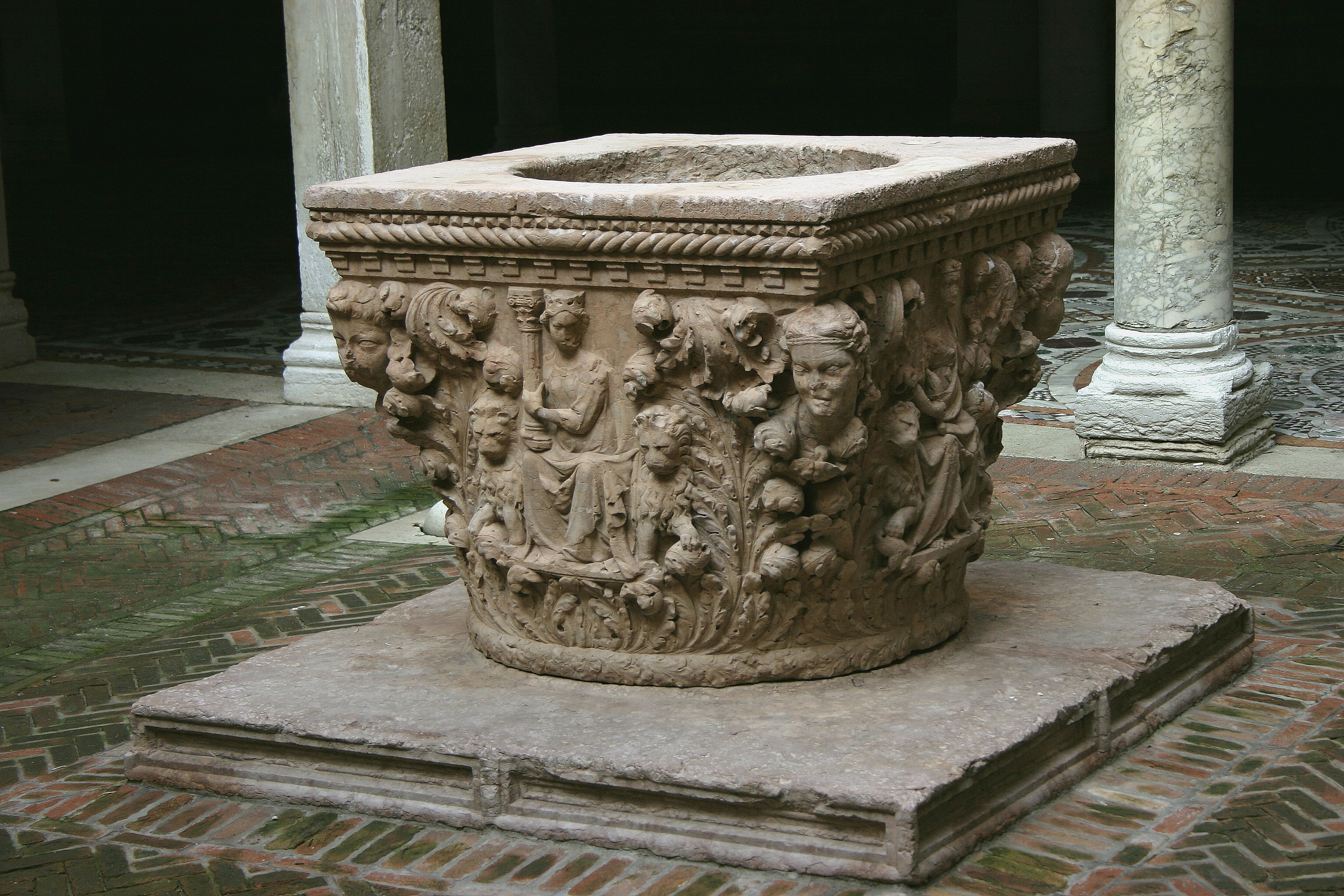
Pozzo della Ca' d'Oro.
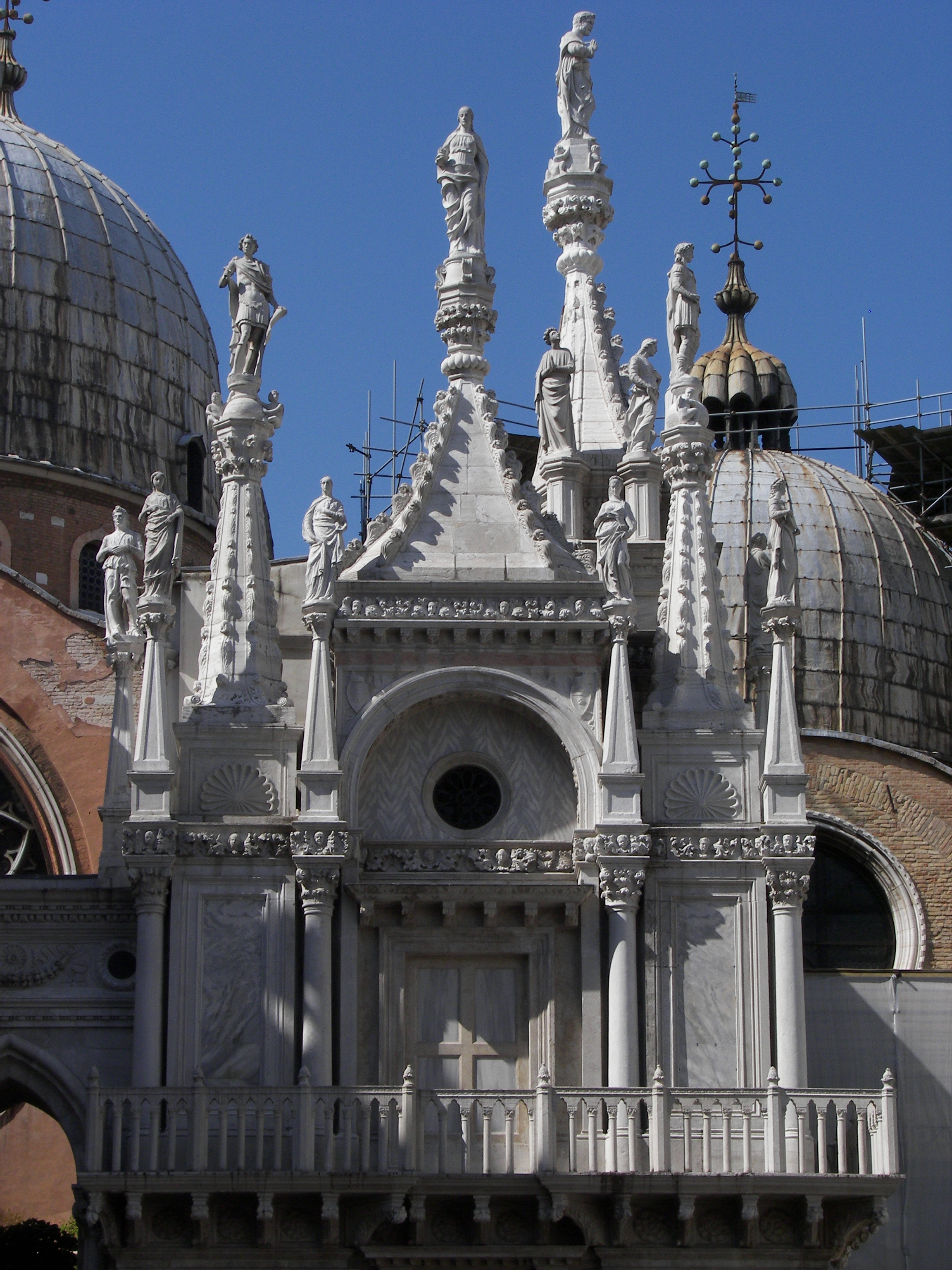
Arco Foscari.
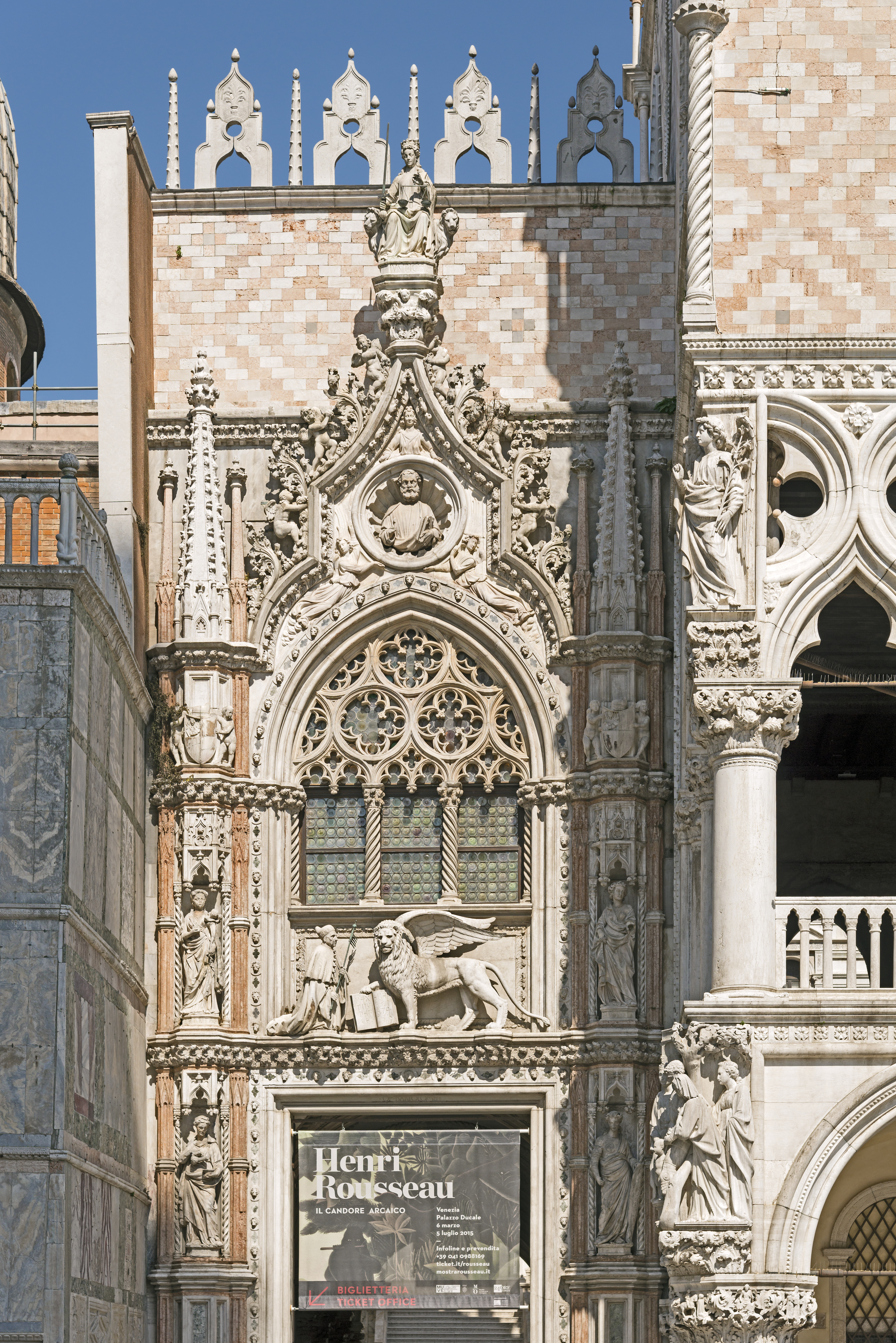
Porta della Carta.
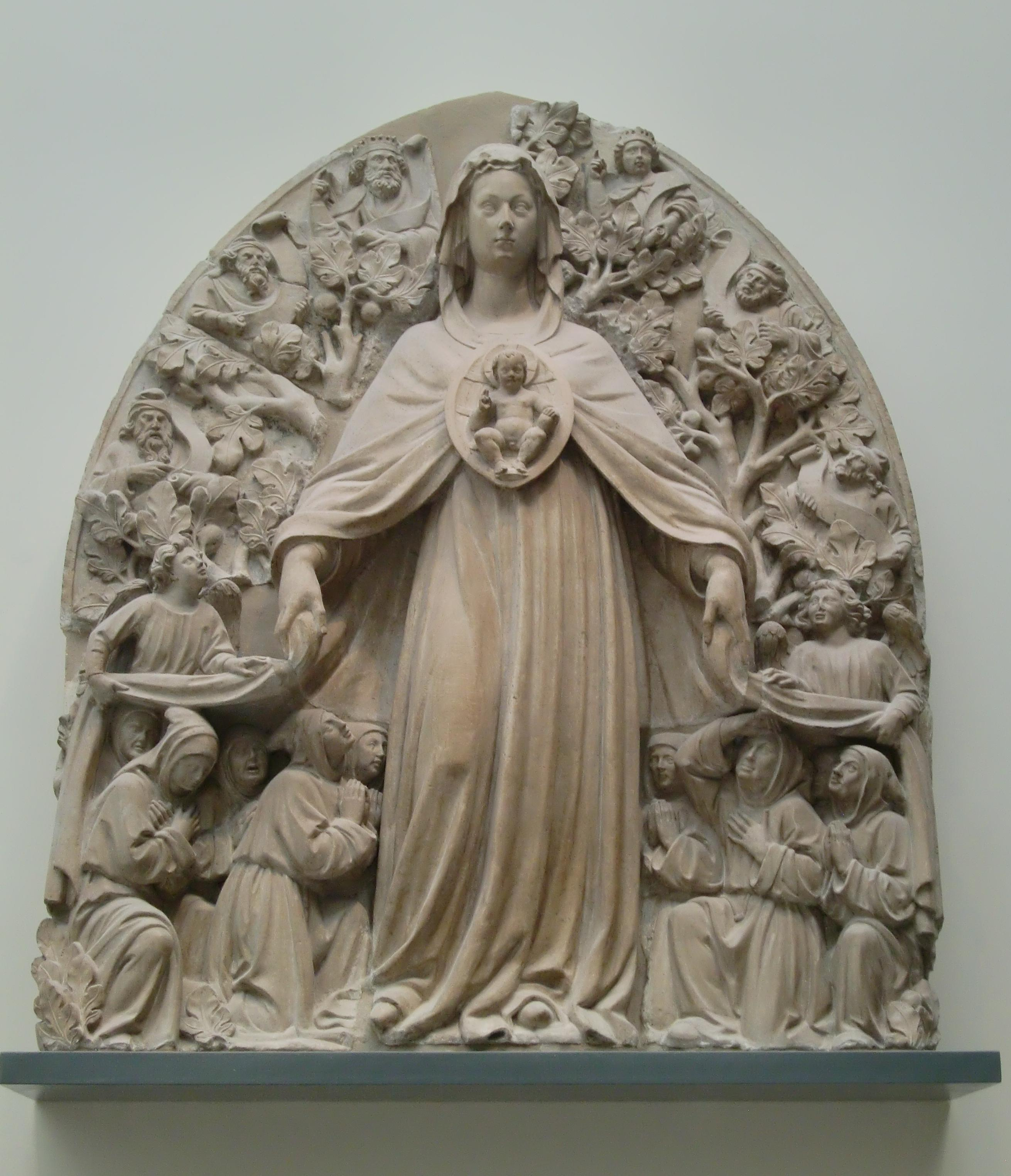
Lunetta della Scuola della Misericordia.
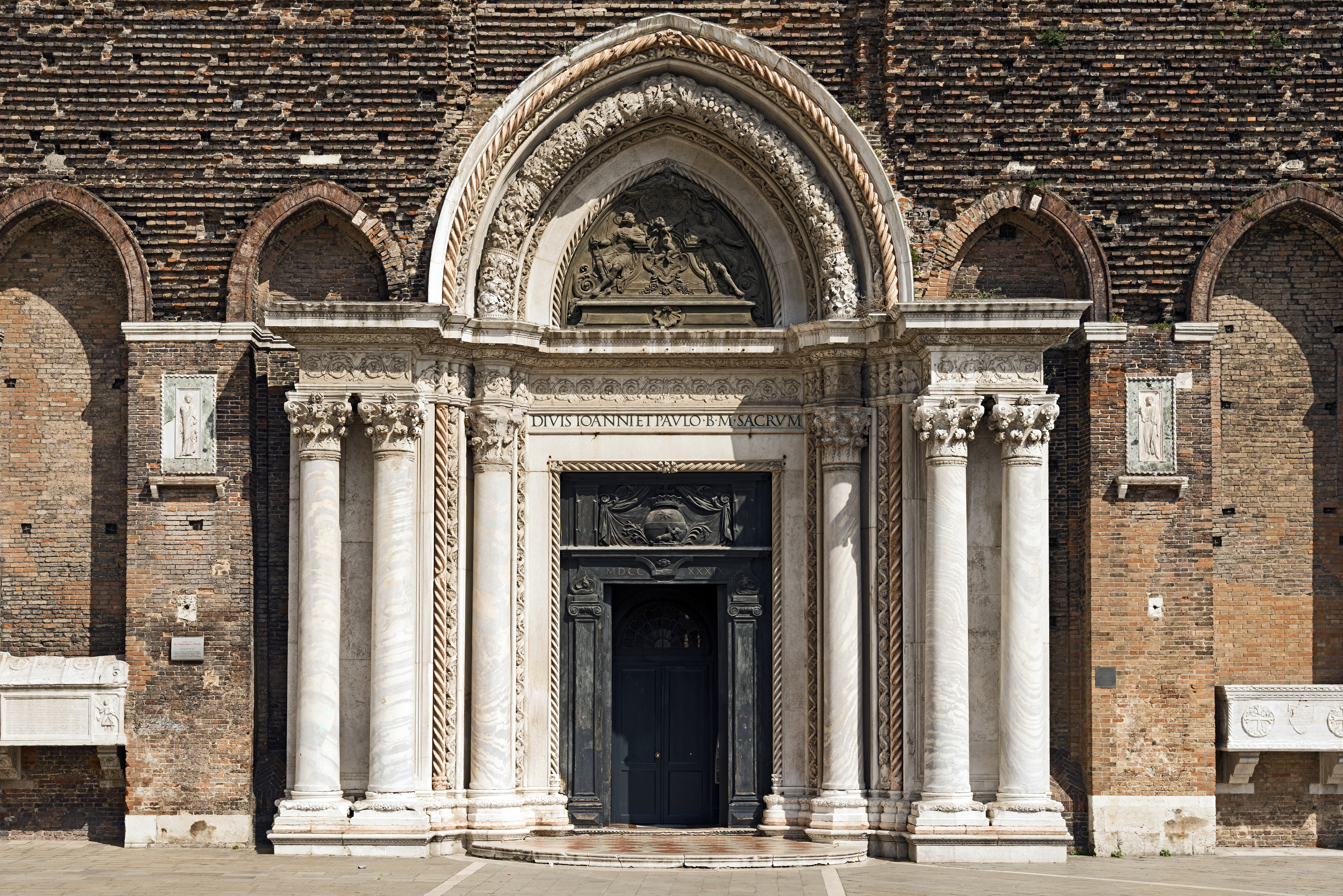
Portale della basilica dei Santi Giovanni e Paolo.
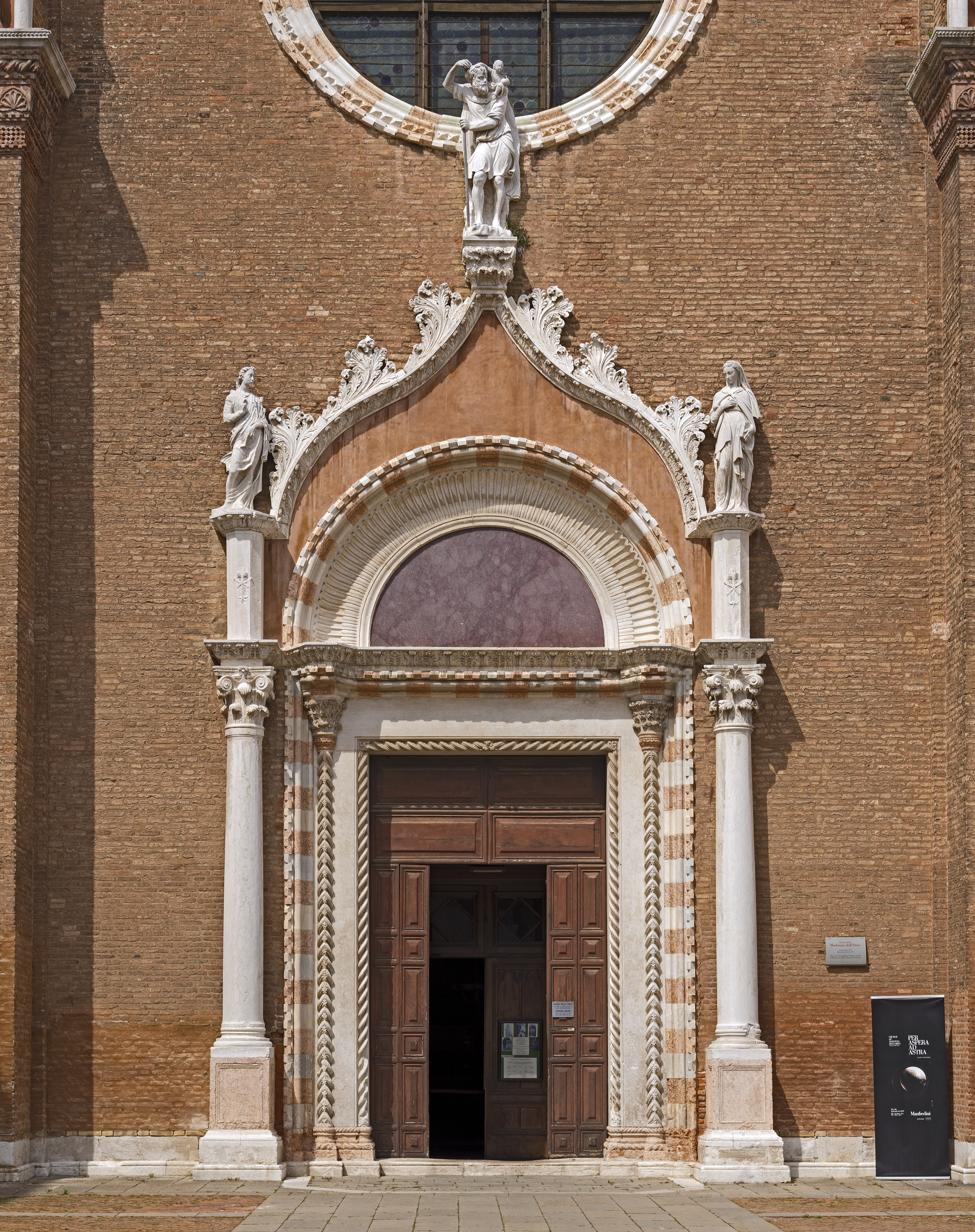
Portale della chiesa della Madonna dell'Orto.